# Alvis TB 21
Alvis TB 21 är en tvåsitsig bilmodell från den britiiska biltillverkaren Alvis och tillverkades mellan 1950 och 1953. Denna modell tillverkades bara i 31 exemplar.